# ماسیمو بورگوبلو
ماسیمو بورگوبلو (انگلیسی: Massimo Borgobello؛ زادهٔ ۱۷ مهٔ ۱۹۷۱) بازیکن فوتبال اهل ایتالیا است.
از باشگاه‌هایی که در آن بازی کرده‌است می‌توان به باشگاه فوتبال کیه‌وو ورونا، باشگاه فوتبال سالرنیتانا، باشگاه فوتبال ونتزیا، باشگاه فوتبال مونتسا، باشگاه فوتبال تریستیانا، باشگاه فوتبال نووارا، و باشگاه فوتبال ترنانا اشاره کرد.